# Cancrion floridus
Cancrion floridus är en kräftdjursart som beskrevs av Giard och Bonnier 1886. Cancrion floridus ingår i släktet Cancrion och familjen Entoniscidae. Inga underarter finns listade i Catalogue of Life.